# 칼레드 (음악가)
칼레드(Khaled, 본명: Khaled Hadj Ibrahim, خالد حاج إبراهيم, 1960년 2월 29일 ~ )는 오랑 태생의 알제리의 라이 가수, 음악가, 작곡가이다. 어린 10대 시절 Cheb Khaled (الشاب خالد)라는 예명을 사용했다.
칼레드는 알제리의 라이 음악사에서 가장 중요한 음악가들 가운데 한 명이며 세계에서 가장 저명한 아랍 가수들 가운데 한 명이다. 오늘날까지 칼레드는 전 세계적으로 10개의 다이아몬드, 플래티넘, 골드 인증을 받으면서(음반 80,500,000장 판매) 역사상 가장 판매량이 많은 아랍어 가수 가운데 한 명이 되었다.
그의 유명한 노래들 중에는 Didi, El Arbi, Abdel Kader 등이 있다.